# Трета българска държава
Третата българска държава е термин в историческата наука, с който се отбелязва третият етап на българската държавност.
Създаването на Третата българска държава е предвидено в предварителния Санстефански мирен договор от 3 март (19 февруари стар стил) 1878 година между Руската империя и Османската империя, който слага край на Руско-турската война, и последвалия го окончателен Берлински договор от 13 юли (1 юли стар стил) 1878 година. Берлинският договор обособява Мизия и Софийското поле във васалното на Османската империя Княжество България. В рамките на империята остава автономната област Източна Румелия с административен център Пловдив, която практически съвпада по територия с днешна Южна България. Македония и Одринска Тракия също остават в територията на Османската империя. Поморавието остава в границите на Сърбия, а Северна Добруджа е предадена на Румъния.
След края на войната територията на новата българска държава е поставена под Временно руско управление. То организира свикването на Учредително събрание, което поставя основите на Третата българска държава с приемането на Търновската конституция на 28 април (16 април стар стил) 1879 година. Организирането на основните ѝ институции включва и встъпването в длъжност на първия княз – Александър I на 8 юли (26 юни стар стил) 1879 година, и на първото правителство – на Тодор Бурмов на 17 юли (5 юли стар стил) 1879 година.
На 6 септември 1885 г. в Пловдив е обявено Съединението на Източна Румелия с Княжество България. На 22 септември 1908 г. България обявява юридическата си независимост от Османската империя.
През 1912 – 1913 година България участва в Балканските войни, в резултат на което след първоначалния успех, претърпява военно поражение. В Първата световна война България е на страната на победените. През Втората световна война България е последователно на страната на Оста и на тази на Съюзниците, като съумява да запази довоенната си територия, но в края се оттегля от всички анексирани от нея в началото на войната територии в Гърция и Югославия.
В края на Втората световна война след обявената Съветско-българска война, навлизането на съветски войски на българска територия и преврата на 9 септември 1944 г., България попада в съветската сфера на влияние. Провежда се референдум за премахването на монархията и с приетата през 1947 г. т.нар. Димитровска конституция, България е обявена и става Народна република. През 1971 г. е приета нова Конституция на Народна република България.
В края на 1989 г. Тодор Живков е принуден да се оттегли и на негово място като председател на Държавния съвет застава Петър Младенов, който на следващата година става първият президент на България. След публични протести на опозицията през лятото на 1990 г. Младенов се оттегля от поста си и от активен политически живот. На 1 август 1990 г. Желю Желев е избран за президент на България. На 15 ноември 1990 г. Народна република България е преименувана в Република България. На 12 юли 1991 г. е приета нова Конституция на Република България.

## Територия и численост на населението на съвременната българска държава

### Държавна мирновременна територия и население на България 1878 – 2015 според международните договори, преброяванията извършени от НСИ и исторически данни през годините
| Години на съответния период без териториални промени      | Територия кв. км | Увеличение спрямо предходната на държавната територия по международно-правно всеобщо признати граници                                                   | Население към началото на периода | Население към края на периода                                                         | Ръст на населението в началото на периода с придобитите територии | Увеличение на населението през самия посочен период                      |
| --------------------------------------------------------- | ---------------- | --- | --------------------------------- | ------------------------------------------------------------------------------------- | --- | ------------------------------------------------------------------------ |
| 3 март – 13 юли 1878 България                             | 170 000          | – | 5 073 527                         | n.a.                                                                                  | - | n.a.                                                                     |
| 1878 – 1885 Княжество България                            | 63 752           | – 106 248 кв. км отнети територии с Берлинския конгрес                                                                                                  | 2 007 919 (1880)                  | n.a.                                                                                  | – 3 065 608 намаление с населението в отнетите: Понишавие и Южно Поморавие (Пиротско и Вранско), Македония (Вардарска, Пиринска и Егейска) и Тракия (Горна Тракия (Южна България т.нар. Източна Румелия) и санстефанските части от Родопите, Одринска и Беломорска Тракия) и Средна Добруджа (Мангалия – Расово) | n.a.                                                                     |
| 1885 – 1912 Княжество България и Царство България         | 95 223           | + 31 471 кв. км присъединени по Топханенския акт легализирал Съединението на България                                                                   | 3 154 375 (1887)                  | 4 337 513 (1910)                                                                      | + 2 329 594 с присъединената част от Южна България | + 1 183 138 (1887 – 1910)                                                |
| 1913 – 1915 Царство България                              | 111 837          | + 16 614 кв. км (при Балканските войни отнета 7565 кв. км Южна Добруджа и присъединени 24 179 кв. км по Букурещкия мирен договор и Цариградския договор | 4 800 150 (1913)                  | n.a.                                                                                  | + 462 637 с присъединените Беломорска Тракия, Пиринска Македония и Странджа | n.a.                                                                     |
| 1915 – 1919 Царство България                              | 114 425          | + 2588 кв. км присъединени по Българо-турската конвенция преди Първата световна война                                                                   | 4 852 402 (1915)                  | n.a.                                                                                  | + 52 352 в присъединените Димотишко и Караагачко | n.a.                                                                     |
| 1919 – 1940 Царство България                              | 103 429          | – 3431 кв. км отнети c Ньойския договор след Първата световна война                                                                                     | 4 846 971 (1920)                  | 6 077 939 (1934)                                                                      | – 313 622 от отнетите в 1919 г. държавни територии (64 509 в Западните покрайнини, 36 491 в Струмишко и 212 622 в Беломорска Тракия) + 308 191 бежанци дошли до 1920 | + 1 230 968 (1920 – 1934) естествен прираст и заселени след 1920 бежанци |
| 1940 – 1989 Царство България и Народна република България | 110 994          | + 7565 кв. км възвърнати по Крайовската спогодба преди Втората световна война                                                                           | 7 029 349 (1946)                  | 9 009 018 (1989)                                                                      | + 419 075 население на Южна Добруджа | + 1 919 300 (1946 – 1989) естествен прираст на населението               |
| след 1989 Република България                              | 110 994          | без промяна | 9 009 018 (1989)                  | 6 924 716 (2015) постоянно живеещо в страната население, от всичко 7 101 859 граждани | - | – 2 084 302 (1989 – 2015) намаляване с 23,1 % на населението             |

### Държавна мирновременна територия и население на България при различните държавни владетели и режими 1879 – 2017
| Владетел                                                                             | Държавна територия в началото на управлението | Държавна територия в края на управлението | Увеличение на държавната територия през управлението | Население в началото на управлението | Население в нв края на управлението | Увеличение на населението през управлението                                                                   |
| ------------------------------------------------------------------------------------ | --------------------------------------------- | ----------------------------------------- | ---------------------------------------------------- | ------------------------------------ | ----------------------------------- | --- |
| княз Батенберг управлявал 7 години: 26 юни 1879 – 26 август 1886                     | 63 752                                        | 95 223                                    | + 31 471 кв. км увеличение с 49,4 %                  | 2 007 919 (1880)                     | 3 154 375 (1887)                    | + 2 329 594 (1880 – 1887) 57 % ръст от естествен прираст и съединената част на Южна България                  |
| Фердинанд I Български управлявал 31 години: 7 юли 1887 – 3 октомври 1918             | 95 223                                        | 103 429                                   | + 8206 кв. км увеличение с 8,6 %                     | 3 154 375 (1887)                     | 4 846 971 (1920)                    | + 1 692 596 (1887 – 1918) 54 % ръст от естествен прираст, присъединени територии и бежанци след 1913 г.       |
| цар Борис III управлявал 25 години: 3 октомври 1918 – 28 август 1943                 | 103 429                                       | 110 994                                   | + 7565 кв. км увеличение със 7,3 %                   | 4 846 971 (1920)                     | 7 029 349 (1946)                    | + 2 182 378 (1920 – 1946) 45 % ръст от естествен прираст, бежанци след 1920 и възвърната Южна Добруджа в 1940 |
| Тодор Живков управлявал 33 години: 6 април 1956 г. – 10 ноември 1989                 | 110 994                                       | без изменение                             | –                                                    | 7 629 254 (1956)                     | 9 009 018 (1989)                    | + 1 379 754 (1956 – 1989) 18 % ръст от естествен прираст на населението                                       |
| демократичен режим след 10 ноември 1989 г., управление 29 години към 10 ноември 2018 | 110 994                                       | без изменение                             | –                                                    | 9 009 018 (1989)                     | 6 924 716 (2015)                    | – 2 084 302 (1989 – 2015) намаление от емиграция и измиране след 1989 г. на 23,1 % от населението на България |

## Галерия
- Възстановената Българска държава със Санстефанския мирен договор от 3 март 1878 г.
- Княжество България след Берлинския конгрес от 13 юли 1878 г.
- Територия на Княжество България, според Берлинския конгрес (на картата с Източна Румелия)
- Териториални промени на България в резултат на Съединението 1885 г.
- Територия на България след Съединението 1885 г.
- Територии под контрола на воюващите страни в Балканската война.
- Териториални промени на България в резултат на Балканските войни, 1913 г.
- Територия на България след Букурещкия и Цариградския договор от 1913 г.
- Територия на България след Българо-турската конвенция 1915 г.
- Царство България – военни граници през Първата световна война.
- Административно деление на Царство България през Първата световна война.
- Териториални промени на България в резултат на Ньойския договор.
- Територия на България след Ньойския договор.
- Граници в Добруджа след 3 март 1878 и връщате на Южна Добруджа на България с Крайовската спогодба в 1940 г.
- Административно деление на Царство България през Втората световна война.
- България след Парижкия мирен договор 1947 г.

Численост на населението според преброяванията извършени от НСИ през годините:
| \| Година на преброяване \| Численост \| \| --------------------- \| --------- \| \| 1880 \| 2 007 919 \| \| 1887 \| 3 154 375 \| \| 1892 \| 3 310 713 \| \| 1900 \| 3 744 283 \| \| 1905 \| 4 035 575 \| \| 1910 \| 4 337 513 \| \| 1920 \| 4 846 971 \| \| 1926 \| 5 528 741 \| \| 1934 \| 6 077 939 \| \| 1946 \| 7 029 349 \| \| 1956 \| 7 629 254 \| \| 1965 \| 8 227 966 \| \| 1975 \| 8 727 771 \| \| 1985 \| 8 948 649 \| \| 1992 \| 8 487 317 \| \| 2001 \| 7 932 984 \| \| 2011 \| 7 364 570 \| \| 2021 \| 6 519 789 \| |           |
| Година на преброяване | Численост |
| 1880 | 2 007 919 |
| 1887 | 3 154 375 |
| 1892 | 3 310 713 |
| 1900 | 3 744 283 |
| 1905 | 4 035 575 |
| 1910 | 4 337 513 |
| 1920 | 4 846 971 |
| 1926 | 5 528 741 |
| 1934 | 6 077 939 |
| 1946 | 7 029 349 |
| 1956 | 7 629 254 |
| 1965 | 8 227 966 |
| 1975 | 8 727 771 |
| 1985 | 8 948 649 |
| 1992 | 8 487 317 |
| 2001 | 7 932 984 |
| 2011 | 7 364 570 |
| 2021 | 6 519 789 |